# Tapijulapa
Tapijulapa ist ein Ort mit ca. 3.500 Einwohnern in der Gemeinde (municipio) Tacotalpa im Süden des mexikanischen Bundesstaats Tabasco. Der Ort ist seit dem Jahr 2010 wegen seines hübschen Ortsbilds als Pueblo Mágico anerkannt.

## Lage
Tapijulapa liegt am Zusammenfluss der Flüsse Oxolotán und Amatán in einer Höhe von ca. 60 m ü. d. M. ungefähr 80 km (Fahrtstrecke) südlich von Villahermosa, der Hauptstadt des Bundesstaates, nahe der Grenze zum gebirgigen und waldreichen Bundesstaat Chiapas.

## Wirtschaft und Infrastruktur
Die Bewohner früherer Jahrhunderte betrieben als Selbstversorger ein wenig Feldbau, züchteten Truthühner und gingen auf die Jagd. Durch die Lage an zwei Flüssen, die sich hier zum Río de la Sierra, einem Nebenfluss des Río Grijalva,  vereinigen, war der Ort verkehrsmäßig gut erschlossen. Heute führt eine der wenigen Straßenverbindungen von Tabasco nach Chiapas nahe am Ort vorbei.

## Geschichte
Tapijulapa liegt im Gebiet der Zoque-Maya. Archäologische Kleinfunde in der näheren Umgebung lassen darauf schließen, dass der mit Booten gut zu erreichende Platz bereits im 5./6. Jahrhundert n. Chr. besiedelt war. In den Jahren 1529 bis 1531 gelang es Francisco de Montejo Indianer-Aufstände in der Region zu unterdrücken und einen sicheren Weg von der südlichen Golfküste nach Chiapas zu erschließen. Der Franziskanerorden gründete im Jahr 1533 im ca. 12 km südlich gelegenen Ort Oxolotán eine Missionsstation, die im Jahr 1572 vom Dominikanerorden übernommen wurde und rasch an Bedeutung gewann. Wenige Jahre später unternahm Diego de Landa, der Bischof von Yucatán, eine Inspektionsreise durch die Region.

## Sehenswürdigkeiten

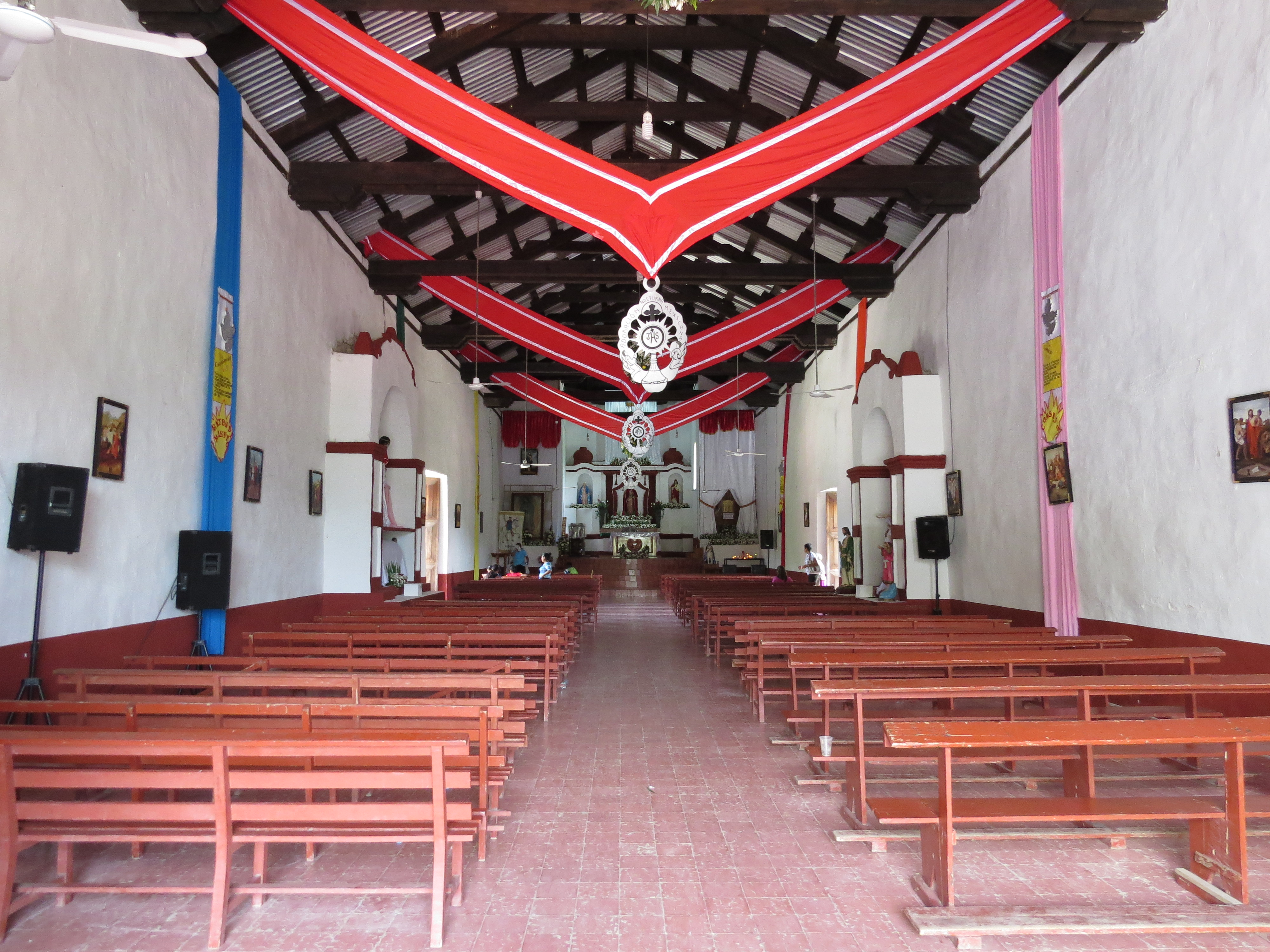
Kirche Santiago Apostól

- Das Ortsbild mit seinen ein- oder zweigeschossigen weißverputzten Häusern, deren Türen und Fenster meist rötlich abgesetzt sind, ist sehr einheitlich.
- Die Pfarrkirche (Templo de Santiago Apóstol) stammt aus dem 17. Jahrhundert und ist somit eine der ältesten Kirchen der Region. Sie steht auf einem Hügel und ist über eine ca. 40-stufige Treppe zu erreichen. Das einschiffige Innere hat einen offenen Dachstuhl und zwei gemauerte Seitenaltäre; es endet in einer 5-stufig erhöhten Apsis mit flachem Schluss.

Umgebung
- Die ca. 4 km südlich gelegene Cueva de Villa Luz ist eine nahegelegene Höhle mit einem Bachlauf. Am Palmsonntag versammeln sich viele Indios und veranstalten traditionelle Opferriten
- In der Nähe befindet sich ein Wasserfall (Cascadas de Villa Luz).
- Die ca. 6 km südlich gelegenen Grutas de Cuesta Chica sind vor einigen Jahren geschlossen worden, da der Zugang für Amateure zu gefährlich war.